# ゴルディングの不等式
数学においてゴルディングの不等式（ゴルディングのふとうしき、英: Gårding's inequality）は、ある実線型楕円型偏微分作用素によって導出される双線型形式に対する下界を与える一結果である。ラース・ゴルディングの名にちなむ。

## 不等式の内容
Ω を n-次元ユークリッド空間内の有界な開領域とし、Hk(Ω) を k-階弱微分可能で弱微分が L2 に属するような函数 u : Ω → R のソボレフ空間とする。Ω は k-拡張性を満たす、すなわち、ある有界線型作用素 E : Hk(Ω) → Hk(Rn) が存在して Hk(Ω) 内のすべての u に対して (Eu)|Ω = u が成立するものとする。
L を偶数次 2k の線型偏微分作用素で、次の発散形式で表されるものとする：
{\displaystyle (Lu)(x)=\sum _{0\leq |\alpha |,|\beta |\leq k}(-1)^{|\alpha |}\mathrm {D} ^{\alpha }\left(A_{\alpha \beta }(x)\mathrm {D} ^{\beta }u(x)\right).}
さらに L は一様楕円型、すなわちある定数 θ > 0 が存在して次が成り立つとする。
{\displaystyle \sum _{|\alpha |,|\beta |=k}\xi ^{\alpha }A_{\alpha \beta }(x)\xi ^{\beta }>\theta |\xi |^{2k}{\mbox{ for all }}x\in \Omega ,\xi \in \mathbb {R} ^{n}\setminus \{0\}.}
最後に、係数 Aαβ は |α| = |β| = k に対して、Ω の閉包上で有界かつ連続連続とし、次が成り立つとする。
{\displaystyle A_{\alpha \beta }\in L^{\infty }(\Omega ){\mbox{ for all }}|\alpha |,|\beta |\leq k.}
このとき、ゴルディングの不等式が次のように成り立つ：定数 C > 0 と G ≥ 0 が存在して
{\displaystyle B[u,u]+G\|u\|_{L^{2}(\Omega )}^{2}\geq C\|u\|_{H^{k}(\Omega )}^{2}{\mbox{ for all }}u\in H_{0}^{k}(\Omega )}
となる。ここに
{\displaystyle B[v,u]=\sum _{0\leq |\alpha |,|\beta |\leq k}\int _{\Omega }A_{\alpha \beta }(x)\mathrm {D} ^{\alpha }u(x)\mathrm {D} ^{\beta }v(x)\,\mathrm {d} x}
は作用素 L に関連する双線型形式である。

## 応用：ラプラス作用素とポアソン問題
簡単な例として、ラプラス作用素 Δ を考える。より具体的に、f ∈ L2(Ω) に対して、次のポアソン方程式を解くことを考える。
{\displaystyle {\begin{cases}-\Delta u(x)=f(x),&x\in \Omega ;\\u(x)=0,&x\in \partial \Omega ;\end{cases}}}
ここに Ω は Rn 内の有界なリプシッツ領域である。この問題に対応する弱形式は、次を満たす u をソボレフ空間 H01(Ω) 内で見つけることである。
{\displaystyle B[u,v]=\langle f,v\rangle {\mbox{ for all }}v\in H_{0}^{1}(\Omega ).}
ここに
{\displaystyle B[u,v]=\int _{\Omega }\nabla u(x)\cdot \nabla v(x)\,\mathrm {d} x,}
{\displaystyle \langle f,v\rangle =\int _{\Omega }f(x)v(x)\,\mathrm {d} x}
である。ラックス＝ミルグラムの補題によると、双線型形式 B が H01(Ω) 上のノルムに関して連続かつ楕円型であるなら、各 f ∈ L2(Ω) に対して唯一つの解 u が H01(Ω) 内に必ず存在することが分かる。ゴルディングの不等式の仮定は、ラプラス作用素に対して成立することは容易に分かるので、次を満たす定数 C と G ≥ 0 が存在する：
{\displaystyle B[u,u]\geq C\|u\|_{H^{1}(\Omega )}^{2}-G\|u\|_{L^{2}(\Omega )}^{2}{\mbox{ for all }}u\in H_{0}^{1}(\Omega ).}
ポアンカレ不等式を適用することで、この右辺の二つの項は組み合わされ、新たな定数 K > 0 によって次のように書き換えることが出来る：
{\displaystyle B[u,u]\geq K\|u\|_{H^{1}(\Omega )}^{2}{\mbox{ for all }}u\in H_{0}^{1}(\Omega ).}
これはまさしく B が楕円型であることを意味する。B の連続性はさらに容易に確かめられる。すなわち、コーシー＝シュワルツの不等式と、ソボレフノルムは勾配の L2 ノルムによって統制される事実をシンプルに適用すればよい。